# Pyronia baroghila
Pyronia baroghila är en fjärilsart som beskrevs av Robert Christopher Tytler 1926. Pyronia baroghila ingår i släktet Pyronia och familjen praktfjärilar. Inga underarter finns listade.